# Johannes Cocceius

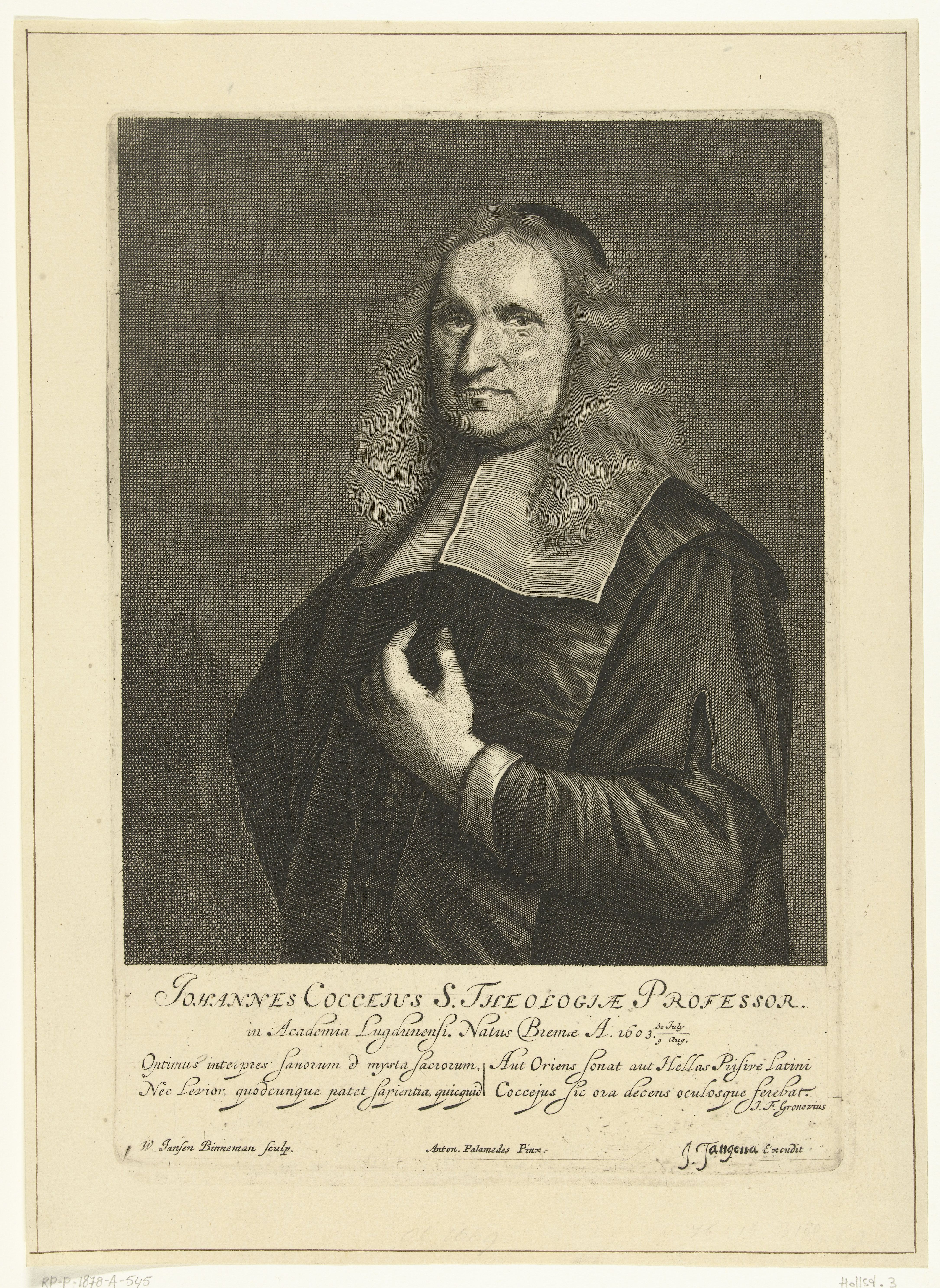
Johannes Cocceius

Johannes Cocceius (Bremen, 9 de agosto de 1603 — Leiden, 5 de novembro de 1669) foi um teólogo neerlandês. 

## Vida

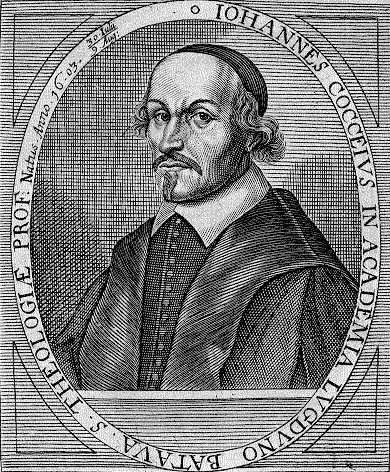
Xilogravura de Johannes Cocceius

Depois de estudar em Hamburgo e na Universidade de Franeker, onde Sixtinus Amama era um de seus professores, tornou-se em 1630 professor de filologia bíblica no Ginásio Ilustre em sua cidade natal. Em 1636, ele foi transferido para Franeker, onde ocupou a cadeira de hebraico, e de 1643 a cadeira de teologia, até 1650, quando sucedeu o ancião Friedrich Spanheim como professor de teologia na Universidade de Leiden.
Seus principais serviços como estudioso oriental estavam no departamento de filologia e exegese hebraica . Como um dos principais expoentes da aliança ou da teologia federal, ele espiritualizou as escrituras hebraicas a tal ponto que foi dito que Cocceius encontrou Cristo em todos os lugares do Antigo Testamento e Hugo Grotius não o encontrou em lugar algum. 
Ele ensinou que antes e depois da queda do homem, a relação entre Deus e o homem era uma aliança . A primeira aliança era uma Aliança de Obras. Para isso foi substituída, após a queda, a Aliança da Graça, necessitando da vinda de Jesus para seu cumprimento. Ele possuía visões milenaristas e foi o fundador de uma escola de teólogos chamados "cocceianos". Seu aluno mais ilustre foi Campeius Vitringa. 

## Obras
Seu principal trabalho foi o Lexicon et commentarius sermonis hebraici et chaldaici (1669), que foi frequentemente republicado. Sua teologia é totalmente exposta em sua Summa Doctrinae de Foedere et Testamento Dei (1648), onde ele elaborou o que seria considerado uma perspectiva bíblico-teológica e histórico-redentora para apresentar a Teologia da Aliança. Esse procedimento "cocceiano", conhecido hoje como "teologia bíblica", foi colocado contra a abordagem analítica "doutrina por doutrina" de seus contemporâneos na Holanda, especialmente, Voetius. 
Por mais de meio século, a teologia bíblica de Cocceius e a teologia sistemática de Voetius provocaram controvérsia na igreja da Holanda, cada lado tentando provar os erros e a ilegitimidade do outro. Como expoente da teologia federal, Cocceius foi tacitamente influenciado por seus professores em Bremen: Matthias Martinius e Ludwig Crocius . 
Suas obras coletadas foram publicadas em 12 volumes (1673-1675). 